# مرغ کشیش زرد
مرغ کشیش زرد (نام علمی: Euplectes capensis) نام یک گونه از سرده جولاهای چندزنه است.